# Culture gushi
La culture gushi (chinois simplifié : 姑师文化 ; chinois traditionnel : 姑師文化 ; pinyin : gūshī wénhuà) ou Jushi (车师文化 / 車師文化, jūshī wénhuà) s'est développée (vers 206 av. J.-C. à 220 ap. J.-C.[réf. nécessaire]) au sein d'une des premières populations connues installées dans la dépression de Turfan, les Gushi (en). Gushi était également l'ancien nom de Turfan. Pendant cette période la région a été contrôlée tour à tour par les Hans et les Xiongnu. La cité oasis de Gaochang est une importante de leurs cités.

## Rois
Jushi antérieurs (车师前部), (-71 — 508)
- Wugui 乌贵 	(4) 	庚戌 	-71
- Junsu 军宿 	(5) 	甲寅 	-67
- 延 	(24) 	己未 	-62
- 姑句 	(40) 	癸未 	-38-2
- 尉卑大 	(36) 	庚寅 	90-126
- 弥窴 	(32) 	丙子 	376
- 伊洛(车夷落) 	(44) 	戊申 	408
- 车歇 	(39) 	壬辰 	452
- 车伯生 	(17) 	辛未 	491

Jushi postérieurs (车师后部, -67 — 170）
- 兜莫 	(29) 	甲寅 	-67
- 姑句 	(40) 	癸未 	-38
- 须置离 	(8) 	壬戌 	2
- 狐兰支 	(62) 	庚午 	10
- 安得 	(22) 	壬申 	72
- 涿鞮 	(3) 	甲午 	94
- 农奇 	(24) 	丁酉 	97
- 军就 	(7) 	庚申 	120
- 加特奴 	(9) 	丙寅 	126
- 阿罗多 	(18) 	乙亥 	135
- 卑君 	(1) 	癸巳 	153
- 阿罗多 	(17) 	癸巳 	153

## Archéologie
Les tombes de Yanghai, un cimetière de 54 000 m2 attribué à cette culture, ont révélé la tombe d'un chaman, ancienne d'environ 2 700 ans. Près de la tête et des pieds du shaman, un important panier de cuir et un bol en bois sont remplis par 789 grammes de cannabis, bien conservés par les conditions climatiques de l'enterrement. Une équipe internationale a démontré que ce chanvre contenait du tetrahydrocannabinol, la composante psychoactive du cannabis. Il en a été déduit que le cannabis était utilisé par cette culture comme un agent médicinal ou psychoactif, ou bien comme une aide à la divination. C'est la plus ancienne trace de cannabis utilisé comme agent pharmacologique actif.